# Чижевський Василь Миколайович
Чижевський Василь Миколайович (Псевдо: «Артим», «Демид», «Денис», «Дячук»; 16 квітня 1913, с. Бабин-Зарічний, Калуський район, Івано-Франківська область — 2 травня 1948, Західна Німеччина) — лицар Срібного хреста бойової заслуги УПА 2 класу.

## Життєпис
Народився 16 квітня 1913 в родині Миколи Чижевського і Анастасії з дому Тимків у селі Бабин-Зарічний Калуського повіту Королівства Галичини та Володимирії Австро-Угорщини, (тепер Калуський район, Івано-Франківська область).
Член «Пласту» — очолював 45 курінь ім. кн. Святослава Завойовника (с. Павлівка). Працівник молочарні й «Кооперативи Здоров'я» у Боднарові (1932-1939). 
Член ОУН із 1931 року. У вересні 1937 арештований польською поліцією у справі підпалу костелу в с. Майдан, вийшов на волю 3.01.1938. Повторно ув’язнений 15.02.1939, звільнений після падіння Польщі. 
Працівник УДК в Кракові (1939), курсант старшинської школи ім. Є. Коновальця (1939—1940). Член Станиславівського обласного проводу ОУН (03.-12.1940), учасник II Великого Збору ОУН у Кракові (31.03.-3.04.1941). Працівник військового штабу ОУН у Львові (ІІ пол. 1941 р.), військовий референт Дрогобицького обласного проводу ОУН (03.-08.1942), член КВШ ОУН ЗУЗ (1942—1943), ад'ютант крайового командира УНС, а відтак командира УПА-Захід (07.1943-05.1944), інспектор КВШ УПА-Захід (від 05.1944). Виконував окремі доручення Головного Командування УПА.
4.12.1945 р. затриманий у Чехії, 12.01.1946 р. переданий НКДБ, через Берлін за тиждень доставлений на Луб'янку. Погодився на співпрацю з НКДБ. Влітку 1947 р. висланий в Західну Німеччину для агентурної роботи, розкрив свої завдання перед ЗЧ ОУН та ЗП УГВР. Загинув, обставини смерті не встановлено. Імовірно, ліквідований Службою безпеки ЗЧ ОУН, хоча в матеріалах переслухування Чижевського є директиви керівництва ЗЧ ОУН з наголошенням на неприпустимості такого варіанту через його очікуваність радянськими спецслужбами. Тож, імовірніше, ліквідований уже радянськими спецслужбами через невиконання ним завдання. 

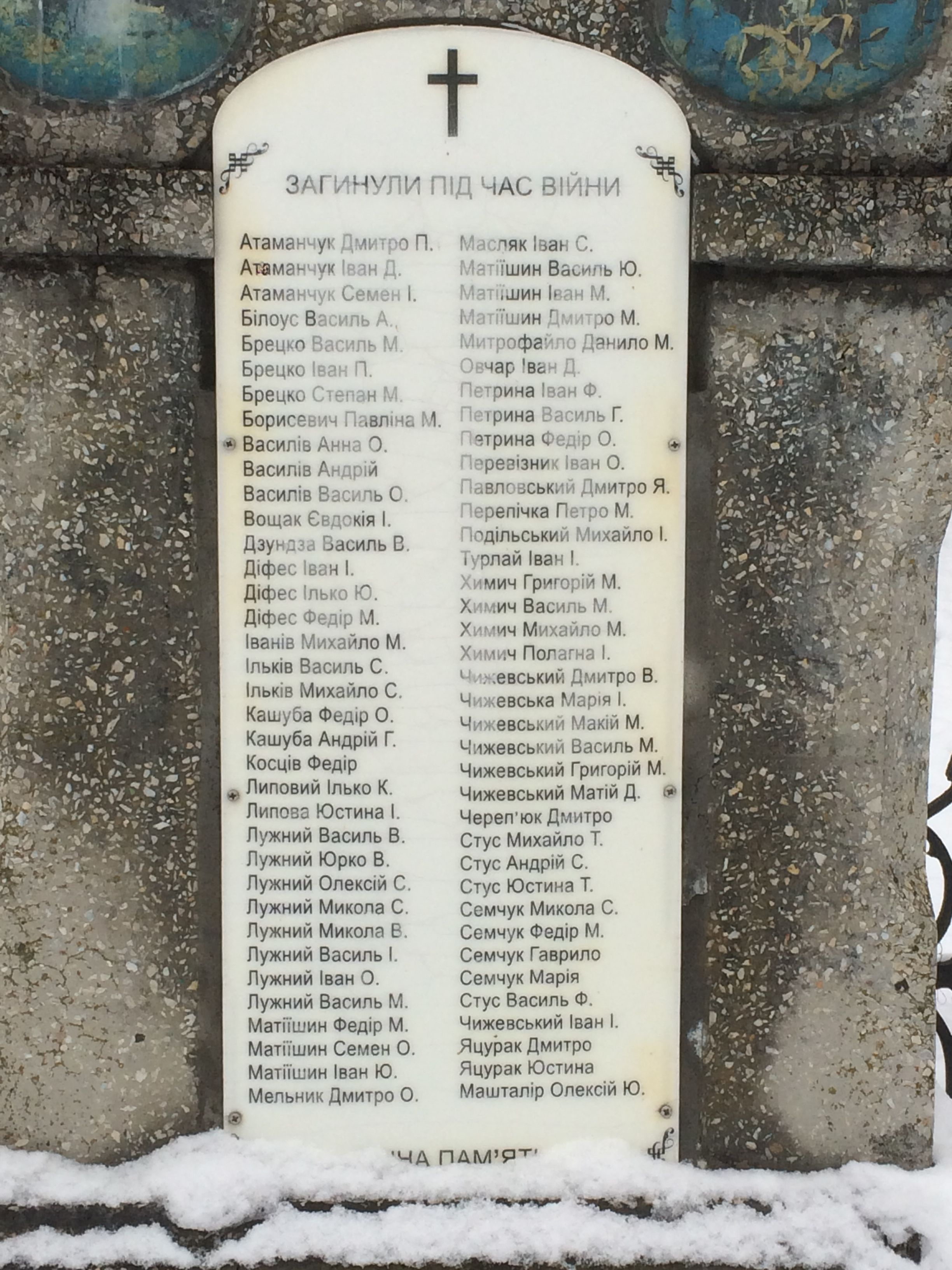
Пам'ятник у рідному селі з ім'ям В.М.Чижевського

Хорунжий (1943), поручник (26.01.1944), сотник (31.08.1945) УПА.

## Нагороди
- Відзначений Срібним хрестом бойової заслуги 2 класу (10.10.1945).